# Хейкадалюр
64°18′53″ пн. ш. 20°18′15″ зх. д. / 64.31472222° пн. ш. 20.30416667° зх. д.Хейкадалюр (ісл. Haukadalur) — долина в Ісландії.
Долина Хейкадалюр лежить у південній частині Ісландії, на північ від озера Лаугарватн, на ісландському Золотому кільці. У долині цікаві численні гейзери, серед яких відомі Гейсір, або Великий Гейзер, та Строккюр. Великий Гейзер викидає струмені води та пари багаторазово на день, але неперіодично. Строккюр «розряджається» кожні 10 хвилин.
Крім гейзерів, у долині безліч невеликих гарячих джерел, серед яких вирізняється небесно-синє озеро Блезі. На півночі долини, біля підніжжя Ісландського плато, є водоспад Ґульфосс, один із найкрасивіших в Ісландії.